# Kenny Hagood
Kenny „Pancho“ Hagood (2. dubna 1926, Detroit – 9. listopadu 1989) byl americký jazzový zpěvák.

## Životopis
Poprvé zpíval v 17 letech s Bennym Carterem. V letech 1946 až 1948 zpíval s Dizzy Gillespie Orchestra a potom s Taddem Dameronem. Natočil dvě nahrávky s Thelonious Monkem v roce 1948 a s Milesem Davisem na Birth of the Cool v roce 1950. Přestěhoval se do Chicaga a později do Paříže. Zde byl v roce 1960 krátce ženatý s Alice Coltrane a narodila se jim dcera. Hagood nahrával v 60. letech s Guyem Lafittem. Roku 1965 se vrátil do USA.

## Diskografie
- Charlie Parker: The Complete Dean Benedetti Recordings (Mosaic, 1947–48)
- Miles Davis: Cool Boppin´ - Historic Broadcasts from The Royal Roost 1948/1949
- Dizzy Gillespie: The Complete RCA Victor Recordings (Bluebird, 1937-1949, [1995])
- Dizzy Gillespie: Pleyel 48 (Vogue, 1948)
- Dizzy Gillespie: Dizzy Gillespie & His Big band In Concert (GNP Crescendo, 1948)
- Milt Jackson: Wizard of the Vibes (Blue Note 1948-52)
- Miles Davis: Birth Of The Cool (Capitol 1949-50)
- Thelonious Monk: The Complete Blue Note Recordings (Blue Note, 1947–58)